# Neblatticida lotae
Neblatticida lotae är en stekelart som först beskrevs av Girault 1922.  Neblatticida lotae ingår i släktet Neblatticida och familjen sköldlussteklar. Inga underarter finns listade i Catalogue of Life.